# گندوز قلعه
گندوز قلعه (به ترکی آذربایجانی: Gündüzqala) یک منطقه مسکونی در جمهوری آذربایجان است که در شهرستان قوسار واقع شده است. گندوز قلعه ۱۰۷۱ نفر جمعیت دارد.